# Parmenides (Plato)
De dialoog Parmenides is een van de werken van de Atheense filosoof Plato. De Parmenides behoort tot de groep late ('kritische') dialogen. In het eerste deel draagt Parmenides een hoeveelheid problemen aan die inherent lijken aan de opvatting dat er Ideeën bestaan. In het tweede deel geeft Parmenides een staaltje van zijn dialectiek ten beste, waarbij ene Aristoteles als klankbord fungeert.

## Deelnemers aan het gesprek
Kephalos uit Clazomenae komt naar Athene, om daar van Antiphon de conversatie te horen, die de toen nog jonge Socrates vroeger met Zeno en de oude Parmenides had gevoerd. Antiphon had dit gesprek zelf gehoord van Pythodorus, in wiens huis dit gesprek had plaatsgevonden.
Chronologisch is de mogelijkheid van een dergelijke ontmoeting uitgesloten; het is Plato's eigen positiebepaling ten opzichte van (het werk van) Parmenides die hier dramatisch gestalte krijgt, en die voortgezet wordt in de Sofist, alwaar 'Parmenides' optreedt als de 'Gast uit Elea'. Parmenides is, in de woorden van Auguste Diès, aanwezig als un personnage moral.
Tegelijk is een reduceren van het filosofisch belang van Zeno, wiens paradoxen faam genoten, onmiskenbaar: hij doet hier zijn eigen werk af als een jeugdzonde, en, als na voorlezing van zijn werk de discussie serieus wordt, neemt Parmenides het woord van hem over.

## Inhoud

### Gesprek Zeno en Socrates (127b - 130a)
Zeno leest voor uit eigen werk. Na afloop vat Socrates samen, en vraagt of hij het goed begrepen heeft dat Zeno's these is dat als het zijnde uit meerdere dingen bestaat, dit impliceert dat dezelfde dingen dan zowel gelijk als ongelijk zijn, en dat dat onmogelijk is. Klopt, antwoordt Zeno. - Maar dan zeg je, onder de schijn van het tegendeel, feitelijk niets anders dan wat Parmenides beweert, nl. dat het Al één is. - Ja en nee, antwoordt Zeno. Ik had helemaal niet de pretentie iets groots naar voren te brengen. Wat ik beoogde is aantonen, dat zij die Parmenides' these belachelijk vinden, zelf nog veel belachelijker worden, als je hun opvatting, dat er een veelheid is, kritisch onder de loep neemt. En bovendien, het was een jeugdwerkje, dat voor ik kon besluiten of ik het wel wilde publiceren, al door iemand gekopieerd was. - OK. Maar in feite breng je toch niets nieuws. Dat alles zowel gelijk is als ongelijk, zowel één als veel, is ouwe koek. Ik ben veel, in de zin dat ik armen en benen etc. heb, ik ben één in de zin dat ik een van de zeven individuen hier aanwezig ben. Dat komt doordat alles zowel deelheeft aan de Idee Eenheid als aan de Idee Veelheid. Nee, pas echt interessant was geweest, vervolgt Socrates, als je deze tegenstellingen had kunnen aantonen binnen de Ideeën zelf. Bijvoorbeeld dat Het Gelijke zelf ongelijkheid zou bevatten, of het Ene veelheid, etc.
- Commentaar:

Het is natuurlijk opmerkelijk te zien, hoe Zeno het uit de mond van de piepjonge Socrates accepteert als de doodnormaalste zaak dat er Ideeën bestaan.
Datgene wat Socrates aan bod wil laten komen, contradicties in de wereld der Ideeën, wordt hier niet opgepakt, maar zal uitvoerig aan bod komen in de Sofist.

### Gesprek Parmenides en Socrates (130a - 135c)
Dus ook volgens jou bestaan er van die Ideeën, die op zichzelf staan, en los van de dingen die er deel aan hebben, Socrates? vraagt Parmenides. - Ja zeker. - Je neemt dus aan dat er een Idee is van het Rechtvaardige, van het Schone. Maar bestaat er dan ook een Idee van Modder, van Hoofdhaar of van Vuil? - Af en toe komt die gedachte weleens bij me op, erkent Socrates, maar dan verwerp ik die meteen weer als zijnde al te gek. - Dat komt doordat je nog jong bent, antwoordt Parmenides, en nog te veel acht slaat op de mening van de andere mensen. Later, als echt filosoof, zul je je daar niet door laten weerhouden. Maar zeg eens, hoe gaat dat deelhebben precies in zijn werk? Is zo'n Idee in zijn geheel aanwezig in hetgeen er aan deelheeft, of is alleen een deel van de Idee aanwezig? Alleen het laatste kan logischerwijs het geval zijn. Maar dan zijn de Ideeën dus deelbaar, en heeft alles deel aan een deel van een Idee. Dus door deel te hebben aan een deel van Gelijkheid, dat zelf kleiner is dan Gelijkheid, worden dingen gelijk? En Kleinheid zal groter zijn dan een deel van Kleinheid. En zal dan iets, door toevoeging van een deel van Kleinheid, kleiner worden?
- Commentaar:

Parmenides stelt de Ideeën hier materieel voor, hetgeen niet Plato's opvatting is.
En dan, je bent waarschijnlijk als volgt tot de Ideeën gekomen. Een aantal voorwerpen ziend die groot zijn, ontdekte je er een gemeenschappelijk kenmerk in. - Ja, dat is juist. - Maar de Idee Grootte, en de talloze grote voorwerpen, hebben samen ook weer een gemeenschappelijk kenmerk. - Eigenlijk wel, ja. - Dan is er dus weer een volgende Idee Grootte nodig, waar deze allemaal deel aan hebben. En zo door.
- Commentaar:

Dit is bekend geworden als het Argument van de derde man, door de naam waaronder Aristoteles het op meerdere plaatsen in zijn Metafysica bekend veronderstelt.
Zou het niet zo kunnen zijn, dat die Ideeën eigenlijk gedachten in onze ziel zijn, oppert Socrates. Zodoende zou hun eenheid bewaard blijven. - Een gedachte is altijd een gedachte van iets dat bestaat, antwoordt Parmenides. Voor deze gedachten is dat 'iets' het gemeenschappelijke karakter waar we het net over hadden. Daarmee wordt de Idee voorwerp van de gedachte, en kan dus niet de gedachte zelf zijn.
Maar dit is lang niet alles, zegt Parmenides, ik zou zo nog wel even door kunnen gaan, maar het volgende is helemaal verschrikkelijk: die Ideeën zijn onkenbaar voor ons. - Hoezo? vraagt Socrates. - Wel, als we hier een slaaf hebben, is hij slaaf van een meester hier, en niet van de Idee Meester. En de Idee Slaaf is slaaf van de Idee Meester, niet van een meester hier bij ons. De Ideeën staan op zichzelf, zijn niet hier. - Nee, erkent Socrates. - Zo zal dus ook de Idee Kennis, kennis hebben van de Ideeën, en onze kennis zal alleen kennis hebben van dingen om ons heen. Dus kunnen wij de Ideeën niet kennen. Nog sterker: de Idee Kennis is natuurlijk superieur aan onze kennis. Een God zal dus die Kennis hebben. Maar daarmee zeggen we dat een God geen kennis heeft van ons en van onze waarneembare wereld. En, net zomin als wij zijn baas zijn, is hij ook niet onze baas.
- Commentaar:

Hier wordt aangenomen dat de Idee Kennis hetzelfde is als het volmaakte kennen (dat een God zou bezitten), net zoals de Idee Rechtvaardigheid de absolute rechtvaardigheid is. Het lijkt evenwel strijdig met hetgeen net gezegd is, nl. dat Ideeën geen gedachten kunnen zijn.
Dan vervolgt Parmenides: Ja jongen, dit zit er allemaal aan vast, en deze argumenten lijken hout te snijden. Toch zal een zeer begaafd iemand inzien dat de Ideeën toch moeten bestaan. Want laten we het eens omdraaien: als we weigeren aan te nemen dat er stabiele Ideeën bestaan, dan hebben we niets meer om onze gedachten op te richten, en komt er een einde aan alle mogelijkheid tot denken. Jij hebt wel het nodige enthousiasme, Socrates, maar het ontbreekt je nog aan ervaring; je zou jezelf eens moeten onderwerpen aan zo'n oefening die de mensen gezwets noemen. - Wat voor soort oefening is dat dan? - Het lijkt op wat Zeno net voorlas. Dus je moet elke keer aannemen dat iets bestaat, maar ook de gevolgen bekijken van het tegendeel, dus als het niet bestaat. - Maar dat wordt een eindeloze onderneming, Parmenides, en ik kan het ook niet helemaal volgen. Kunt u daar niet eens een demonstratie van geven?

### Gesprek Parmenides en Aristoteles(136e - 166c)
Parmenides gaat nu 'zijn eigen these', het Ene, behandelen, en de gevolgen bekijken als het wel en als het niet bestaat, zowel voor Het Ene zelf, als voor wat niet het Ene is. Dit deel beslaat verreweg de meeste ruimte van de Parmenides.
De dertig bladzijden die nu volgen werken bij sommige mensen op de lachspieren, anderen lezen hier afgrondelijk diepe inzichten in, weer anderen vinden het gortdroge stof Plato onwaardig. De door Parmenides met veel omhaal van argumentatie naar voren gebrachte aporieën kunnen onmogelijk samengevat worden. De teneur is als volgt:
- Het Ene is:
  - dan heeft het geen delen, geen vorm, is noch gelijk noch ongelijk aan zichzelf of aan iets anders; het kan noch benoemd noch gekend worden.
  - dan bestaat het, heeft het dus het delen en vorm, is het zowel hetzelfde als, als anders dan, zichzelf en de rest, en kan gekend worden.
  - dan is het volledig gescheiden van al het andere en absoluut één; al het andere kan dan geen eenheid bezitten, noch een veelheid van delen zijn.
- Het Ene is niet:
  - dan kan dit niet-bestaande Ene gekend worden en onderscheiden van andere dingen; ongelijk aan andere dingen en gelijk aan zichzelf kan het van niet-bestaand bestaand worden.
  - dan kan het geen kenmerken hebben, niet onderscheiden worden van andere dingen, en dus niet bestaan of gekend worden.
  - dan zal al het andere noch één noch veel zijn, geen kenmerken hebben, en dus hoe dan ook niet bestaan.

De laatste zin luidt: Laten we het dan zo stellen: of het Ene is of niet, het lijkt erop dat het Ene en de andere dingen, in relatie tot zichzelf en tot elkaar, volstrekt zijn en niet zijn, schijnen te zijn en niet. - Zo is het helemaal.
Hiermee besluit de dialoog. Het is dus niet zo dat Socrates na afloop van deze demonstratie weet hoe hij het bestaan van de Ideeën moet verdedigen, waar deze oefening eigenlijk voor bedoeld was. Men is eerder geneigd aan te nemen dat hij groggy op de grond ligt.

### Interpretatie
De interpretaties van met name het tweede deel van de Parmenides lopen hemelsbreed uiteen. Er zijn pogingen gedaan om het tweede deel op een zinvolle manier te relateren aan het eerste, maar die hebben geen algemene acceptatie gevonden. Men heeft gedacht dat Plato wilde laten zien tot wat voor soort consequenties de filosofie van de historische Parmenides voerde. Wilamowitz gruwde van dit deel, en suggereerde dat dit deel als oefentekst bedoeld was voor intern gebruik binnen Plato's Academie, waarbij de studenten de drogredenen eruit moeten zien te halen Er zijn geleerden geweest, bijvoorbeeld Friedrich Überweg, die hebben gedacht dat de Parmenides onmogelijk door Plato geschreven kon zijn, onder andere omdat Aristoteles deze dialoog nergens noemt. Bertrand Russell noemde het perhaps the best collection of antinomies ever made. Harry Mulisch ten slotte stelt voor deze bespiegelingen over Het Ene te zien als intuïties betreffende het moment vlak 'voor' de oerknal, waarop iets ontstaan is terwijl er niets was: dat punt dat dus niet bestond, maar, ogenblikkelijk ontploffend, toch weer wel bestond..

## Dwarsverbanden met andere dialogen
In de Theaetetus (183e) wordt expliciet terugverwezen naar de Parmenides, daar waar Socrates van Parmenides zegt: Toen ik zelf nog heel jong was heb ik hem als heel oude man ontmoet.

## Receptie
Aristoteles formuleert dezelfde bezwaren tegen de Ideeënleer als in het eerste deel naar voren worden gebracht, zonder nochtans te refereren aan de Parmenides.
De Neoplatonisten lazen in het tweede deel van de Parmenides een groot deel van hun eigen wereldbeeld, waarin (ontologisch, niet temporeel) vanuit Het Ene via emanaties al het andere tot stand komt. Dit is een van de meest bizarre wendingen in de geschiedenis van het menselijk denken, volgens Guthrie.
- Biblioteca Nacional de España: XX2135186
- Bibliothèque nationale de France: cb122445499 (data)
- Catàleg d'autoritats de noms i títols de Catalunya: 981058620331106706
- Gemeinsame Normdatei: 4197333-1
- Library of Congress Control Number: n80117189
- Nationale bibliotheek van Australië: 35849305
- Nationale Bibliotheek van Israël: 987007592870005171
- Nationale en Universitaire bibliotheek Zagreb: 000519703
- Système universitaire de documentation: 027669211
- Virtual International Authority File: 182659415